# Depron
Pour les articles homonymes, voir Polystyrène (homonymie).
Le Dépron ou Depron est le nom commercial d'une matière plastique légère. Il est constitué de polystyrène expansé (PSE), obtenu par extrusion (PSX). Grâce à sa mousse très fine, il permet de façonner des plaques et feuilles minces.
La marque Depron appartient à la société néerlandaise Depron B.V.
Elle produit des plaques pour l'isolation thermique des machines et bâtiments. Elles sont aussi utilisées en modélisme aérien, en modélisme ferroviaire et tout loisir créatif car elles sont légères et peu coûteuses. Certaines plaques pour la signalisation ou toute activité graphique sont enduites d'une feuille lisse comme le « carton-plume ».
En emballage alimentaire, le Depron est utilisé communément dans les boîtes contenant les hamburgers en restauration rapide. La société Depron commercialise une gamme de barquettes en polystyrène expansé.
Le Dépron est aussi utilisé dans le cinéma ou la publicité pour la création de boîtes à lumière ou pour obtenir de légères réflexions (plus douces que les polys habituels).